# Koprivnik v Bohinju
Koprivnik v Bohinju – wieś w Słowenii, w gminie Bohinj. W 2018 roku liczyła 224 mieszkańców.